# Artabotrys monteiroae
Artabotrys monteiroae là loài thực vật có hoa thuộc họ Na. Loài này được Oliv. mô tả khoa học đầu tiên năm 1888.